# Cantó de Dompierre-sur-Besbre
El cantó de Dompierre-sur-Besbre és un cantó francès del departament de l'Alier, situat al districte de Molins. Té 9 municipis i el cap és Dompierre-sur-Besbre.

## Municipis
- Coulanges
- Diou
- Dompierre-sur-Besbre
- Molinet
- Monétay-sur-Loire
- Pierrefitte-sur-Loire
- Saint-Pourçain-sur-Besbre
- Saligny-sur-Roudon
- Vaumas

## Història
| Data d'elecció                           | Identitat              | Partit                 | Qualitat |
| ---------------------------------------- | ---------------------- | ---------------------- | -------- |
| 1945-1967                                | François Minard        | SFIO                   |          |
| 1967-1985                                | Christine de Bartillat | centrista, després UDF |          |
| 1985-2004                                | François Colcombet     | PS                     |          |
| 2004-2011                                | Roland Fleury          | PS                     |          |
| 2011-                                    | Pascal Vernisse        | app. PCF               |          |
| les dades anteriors no són pas conegudes |                        |                        |          |
|                                          |                        |                        |          |

## Demografia
| 1962  | 1968   | 1975   | 1982   | 1990  | 1999  | 2007  |
| ----- | ------ | ------ | ------ | ----- | ----- | ----- |
| 9.701 | 10.651 | 10.633 | 10.289 | 9.834 | 9.127 | 8.874 |